# Românofir
Românofir S. A. din Tălmaciu (ROOF - indice BVB), fostă Firul Roșu până în 1989, fostă Românofir SAR până în 1948, fostă Mez & Vater până în 1935, fostă Talma până în 1926, este o companie producătoare de ață din România. Fabrica de la Tălmaciu a fost înființată în anul 1923 cu numele de Talma de către un grup de sași din Cisnădie.. Și-a început activitatea prin producție de postavuri militare și pături.. În 1926 a fost cumpărată de un investitor german din Freiburg, principatul Baden, și transformată în fabrică de ață, sub numele MEZ & VATER. În 1935 o firmă scoțiană din Glasgow a înființat Romanofir SAR care a fuzionat cu firma MEZ & VATER din Tălmaciu și a transformat-o în lider național.
S-a menținut în top până în 1948, când a fost naționalizată și a primit numele de Firul Roșu Tălmaciu.
În anul 2000, societatea s-a privatizat. Acțiunile companiei sunt tranzacționate pe piața Rasdaq din 1996. 
Principalii competitori pe piața din România sunt Coats Group, fostul proprietar de până în 1948, care a reintrat pe piață în 1995 la Odorheiu Secuiesc și FAVIL din Râmnicu Vâlcea. Astăzi, compania Românofir S. A. este deținută de corporația indiană LANCO Group prin intermediul filialei LANCO Srl din Tălmaciu.

## Istoric
În Transilvania, industria textilă era reprezentată în perioada interbelică de existența a 136 de fabrici de profil. Numai în Județul Satu-Mare erau mai multe firme ca Întreprinderea Textilă Ardeleana (înființată în 31 decembrie 1933), Fiul Hajtajer, Bumbacul Țărănesc și nenumărate firme administrate de evrei. În Județul Bihor s-a remarcat cu precădere prin fabricile de pălării, renumite fiind cele confecționate de Simon Klein în fabrica sa înființată în 1919 și de Jenő König, fondată în 1920. O altă fabrică ce funcționa încă din anul 1910 a fost cea a lui Heller și Deutsch. Țesăturile din Bihor erau făcute în fabricile „Fibra”, înființată în 1924; fabrica „Record” (1927) a lui Maurițiu Berger și Jacob Rosenfeld, care făcea țesături, galoane și șireturi; Țesătoria de bumbac „Regner & Weisz”, înființată în 1928, fabrică ce a avut o continuitate în producția de țesături de 70 de ani. Industria textilă din Oradea a avut ca etalon Fabrica de șireturi „Rosenzweig”, fondată în 1890.
În 1935 în Județul Brașov erau consemnate 13 fabrici, În Județul Maramureș existau câteva fabrici de textile la Sighet., în Județul Năsăud luase deja ființă un Sindicat al muncitorilor din industria îmbrăcămintei, textilelor și pielăriei. În Sfântu Gheorghe funcționa Fabrica de textile Henry Klinger care avea un capital social de 41 milioane lei și un capital investit de 95 milioane. În localitatea Lupeni din Județul Hunedoara s-a înființat în 1930 Fabrica de mătase artificială Vâscoza, care a devenit cu timpul cea mai mare din industria de profil din România.
În Județul Timiș a luat ființă Uzinele Textile Timișoara în 1928. În Timiș au existau multe afaceri în domeniul textil, dintre care s-au remarcat fabricile Atlanta, Ehrlich et Auscher, Petre Herzog & Co., Industria Lânei, Texta, Kawe, Fabrica de pălării “K. E. Thomas”, Fabrica de pălării, Fabrica de ciorapi “Standard”, Fabrica de panglici și broderii “Fapeda”, Fabrica de ață “Uzinele Române Textile”, Tapițeria ”Weisz & Co.” etc. În Județul Arad în 1909 a apărut Uzina Textilă Arad (UTA) și în 1926 a luat ființă Uzinele Textile Române „TEBA”.
În Județul Sibiu au funcționat în perioada interbelică șapte fabrici cu profil textil Fabrica de mărfuri de mătase și lâna Hedit a lui P. Fleischer pe strada A. Șaguna, Fabrica de lenjerie și țesături "Alco" pe strada Dealului, Fabrica de lenjerie și țesături "Gundhardt & Frank" pe strada Faurului, Fabrica de textile "Maco" în Lazaret, lângă ea se afla Fabrica română de panglici "Rubofa", Filatura de lână și Țesătorie de pânză “Mureșul”, redenumită în anii 1970 în "Flamura Roșie", Fabrica de pânzeturi Samuel Göbbel și Fabrica de postavuri Wilhelm Conradt.

### 1923 -- Înființare cu numele de „Talma”
În anul 1923, câțiva industriași sași din Cisnădie au făcut un plan de afaceri prin care au vrut să producă postavuri militare, datorită oportunităților oferite de industria de război prin care statul român dorea să schimbe uniformele armatei române, care reprezenta de acum Armata României Mari. Ca urmare, investitorii sași au cumpărat o moară din Tălmaciu pe malul râului Cibin, care are în acea zonă un curs lin, mai puțin învolburat, apa având un conținut redus de calcar, fapt care încuraja obținerea unei vopsiri de calitate a țesăturilor. Astfel, a luat ființă o fabrică de postavuri pe care a purtat numele de „Talma”.

### 1926 -- Preluată prin cumpărare cu numele de „Mez & Vater”

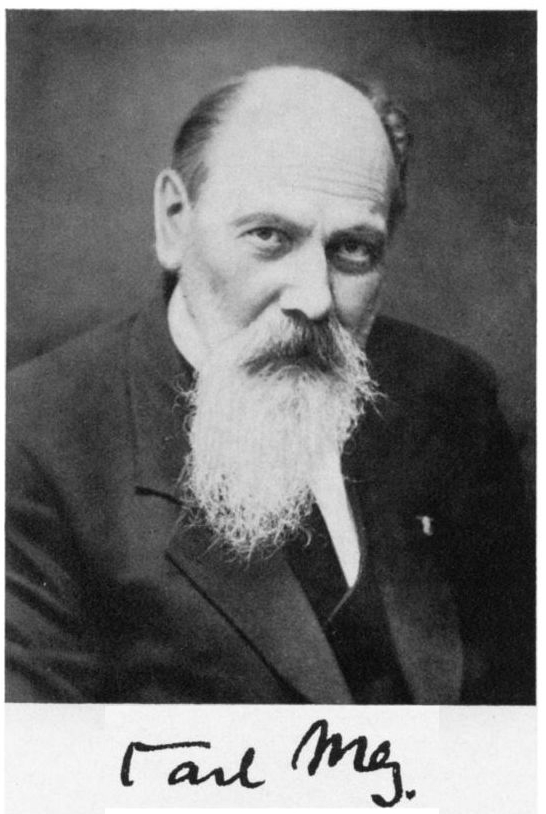
Carl Christian Mez (1866-1944)

În 1926, postăvăria sașilor din Cisnădie a fost cumpărată de compania familiei lui Carl Christian Mez, un investitor german din Freiburg, care a renunțat la domeniul inițial de activitate și a transformat-o în fabrică de ață. Din acest moment, fabrica a purtat numele de „Mez & Vater” și afacerile au înregistrat o primă perioadă de înflorire. Fabrica producea ață de cusut prin prelucrarea firelor aduse din străinătate prin finisare chimică și mecanică.
Profesorul Carl Christian Mez a fost nepotul antreprenorului cu același nume Carl Christian Mez (n. 1770 - d. 1845), care s-a stabilit în anul 1768 în localitatea Kandern ca țesător de panglici de mătase. Cel din urmă s-a căsătorit cu Katharina Maria Mez (n. 1789 - d. 11 octombrie 1845, Kandern, Freiburg, Baden-Wurttemberg) cu care a avut doi copii, Carl Christian Mez și Leopoldine (n. 18 octombrie 1816, Kandern - d. 1895), care s-a căsătorit cu Hermann Rodeckher von Rotteck. În anul 1785, Carl Mez a fondat împreună cu copiii săi compania Carl Mez & Sons. Afacerea a avut imediat o dezvoltare înfloritoare care a fost susținută ulterior de o inovație tehnică revoluționară pe care Carl Christian Mez (fiul) a realizat-o în anul 1828. Carl Mez a construit pentru prima oară într-o cameră închiriată în Gerberau din Freiburg, o mașină de răsucire a mătăsii într-un singur fir.
După achiziționarea în 1832 a fostelor forje/mori cu ciocane princiare din Fürstenberg, de pe Kartäuserstraße – cu acționare hidraulică – s-a extins în Freiburg, unde a mutat și întreprinderea din orașul Kandern. Ca urmare, cererea pe piață a crescut pentru firele de mătase de cusut Mez. Acest fapt a dus la construirea celei de a doua fabrici în 1851 pe Kartäuserstraße și la înființarea de fabrici de vopsitorie a firelor și țesăturilor pe care le producea, datorită diversificării paletelor de culori pe care le doreau comanditarii.
Fiul antreprenorului Carl Christian Mez a avut același nume, Carl Christian Mez (n. 20 aprilie 1808, Baden-Württemberg, Germania - d. 28 mai 1877, Freiburg im Breisgau, Baden-Württemberg, Germania). Acesta a fost un politician, pionier al socialismului creștin, care era adeptul dictonului „Omul înaintea bunurilor sau a mașinii” și a avut următoarele funcții politice:
- 1846 -- Consilier al orașului Freiburg;
- 1848 -- Membru al Parlamentului Adunării Naționale Germane din Frankfurt/Main;
- 1837-1873 -- a înființat sucursale în Pădurea Neagră și în valea Rinului (Villingen, Umkirch, Endingen, Münstertal, Karlsruhe, Elzach, Oberhausen, Kappel, Christophstal) pentru a le da femeilor posibilitatea să rămână în ținutul în care s-au născut;
- 1867 -- Onorat ca Chevalier de la Légion d'honneur de către împăratul Napoleon al III-lea.[17]

Carl Mez, fiul proprietarului unui atelier de țesut de panglici de mătase cu același nume, a urmat cursurile „Institutului Politehnic” din Freiburg, a făcut ucenicia într-o companie comercială elvețiană și a dobândit cunoștințe complete despre creșterea viermilor de mătase și producția de mătase în Italia. La Freiburg, în 1828, a construit o mașină care a fost prima care a răsucit automat un fir continuu de mătase. Aceasta a devenit compania producătoare de fire de mătase pentru cusut care folosea energie hidro din Freiburg, care uneori a angajat peste 1.200 de oameni. Mez a fost șocat de condițiile vremii sale: „... Desfrânarea, neascultarea, lăcomia, luxul și sărăcia sunt în creștere. În companiile sale, bunăstarea muncitorilor era mai importantă pentru el decât profitabilitatea și profitul: "Oamenii trebuie respectați mai mult decât mașina. În ei trăiește sufletul care este destinat vieții veșnice" ". A oferit multe servicii de asistență socială și protecție pentru muncitori și angajații săi, fapt întâlnit pentru prima oară în Germania. A facilitat accesul muncitorilor la cursuri de cusut, reparat, tricotat și gătit pentru fetele salariate pentru a le proteja de vizitele vicioase la cârciumi. Mez și-a pus o parte din salariu în banca de economii a companiei și a plătit o dobândă de 5% la depozite. În caz de boală, compania a suportat 40% din costurile de spitalizare. Au fost angajate și muncitoare cu handicap, iar obișnuita muncă a copiilor a fost desființată în compania sa.
La începutul secolului al XX-lea, firma „Coats Deutschland” din Herbolzheim, a preluat acțiunile Carl Mez & Sons, le-a încorporat în grup și de-a lungul anilor a redenumit-o ca MEZ Coats GmbH.
Criza economică din perioada 1929 - 1933 a dus la restructurarea și rebrenduirea firmei mamă Mez din Germania, fără a influența activitatea prosperă a celei din România.

#### 1928 -- Fotografiile lui Emil Fischer
Fotograful Curții Regale a României, Emil Fischer, a realizat în anul 1928, la doi ani după ce postăvăria „Talma” a sașilor din Cisnădie, a fost preluată de familia Mez, o serie de fotografii ale investiției făcute de către corporația germană. Toate fotografiile au fost legate într-un album în anul 1938, după ce fabrica a fost cumpărată de J & P Coats Ltd din Scoția în 1935, care a fost publicat în același an și a purtat numele de Albumul Românofir SAR. Fratele lui Emil Fischer, Joseph Fischer, care a fost și el fotograf, a vândut întreaga colecție de fotografii Muzeului Brukenthal din Sibiu, în anul 1980.

### 1935 -- Preluată prin cumpărare cu numele de Românofir SAR

Logoul de astăzi a grupului britanic Coats Group

Societatea germană Coats Deutchland și-a început activitatea în 1768, moment în care Carl Christian Mez s-a stabilit la Kandern ca țesător de panglici de mătase. După cum se știe, Mez a fondat compania Carl Mez & Sons împreună cu fiii săi în anul 1785. În anii 1930, în Scoția, societatea J & P Coats Ltd ( J de la James și P de la Peter, fiii lui James Coats, vezi Coats Group ) a preluat afacerea familiei Mez și a rebrenduit-o sub numele de Mez Ag. Cele două războaie mondiale au perturbat semnificativ activitatea companiei Coats. Compania a fuzionat în anul 1989 cu Opti și Reissverschlüsse devenind Coats GmbH în 1997 și mai apoi Coats Germany din 1998.
În anul 1935, societatea „Mez & Vater” din Tălmaciu, a fost cumpărată de o societate anonimă cu capital preponderent britanic, acționar principal fiind cel mai mare producător mondial de ață, firma J & P Coats Ltd din Glasgow. Conform informațiilor furnizate de societatea Românofir S.A. de astăzi, în perioada 1935-1937 s-a desfășurat un important proces de investiții prin care s-au construit noi secții de pregătire a fibrelor și filare a acestora, reutilarea și retehnologizarea completă a tuturor secțiilor, precum și construirea unor importante obiective sociale: cămine nefamiliști, locuințe angajați, dispensar medical, terenuri de sport și agrement. Noua societate formată ca urmare a achiziției „Mez & Vater” a purtat numele de “ROMÂNOFIR “ SAR. Ea era la acea dată un producător important de ață din România și, cu timpul, a reușit prin alte procese de fuziune sau absorbție să devină cel mai important producător din țară. Însă, privind dovezile aduse de fotografiile pe care le-a realizat Emil Fischer în 1928, legate în 1938 în Albumul Românofir SAR, pare că cel puțin obiectivele sociale, erau deja construite sub administrație germană.[n. r.]
În anii 40 ai secolului al XX-lea, Românofir a avut ca director pe inginerul Alexandru Ștefănescu, prieten și  tovarăș de  drumeții al  lui Ion I. Lapedatu,  președintele Turing-Clubului Român, ministru de finanțe al României (1926-1927) și guvernator al Băncii Naționale a României (1944-1945). Alexandru Ștefănescu, după informațiile lui Nicolae Mărgineanu preluate de la Alexandru Popp, a avut o intensă activitate cu Serviciul de Informații Britanic (MI6) împreună cu Iuliu Maniu și cu Alexandru Popp.

#### 1938 -- Albumul Românofir SAR (foto 1928)

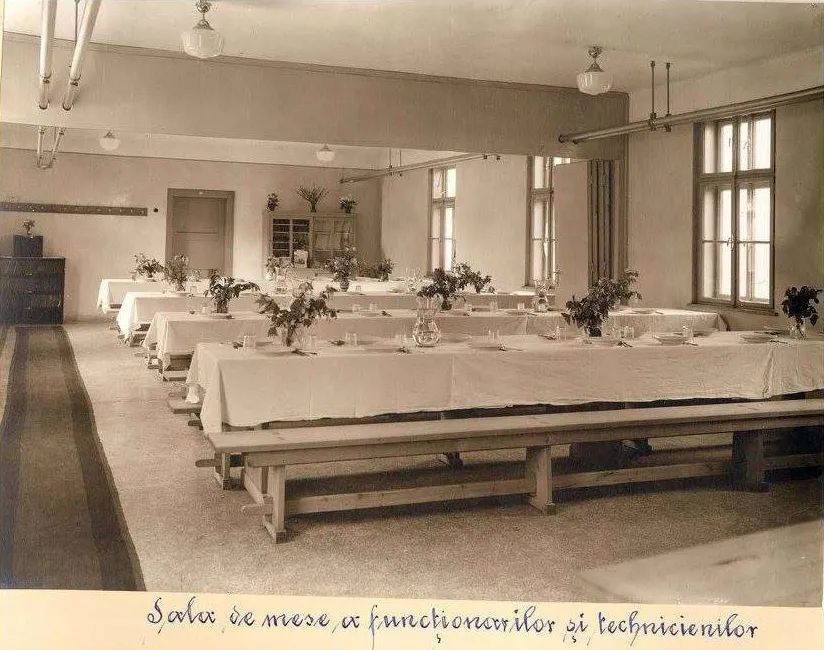
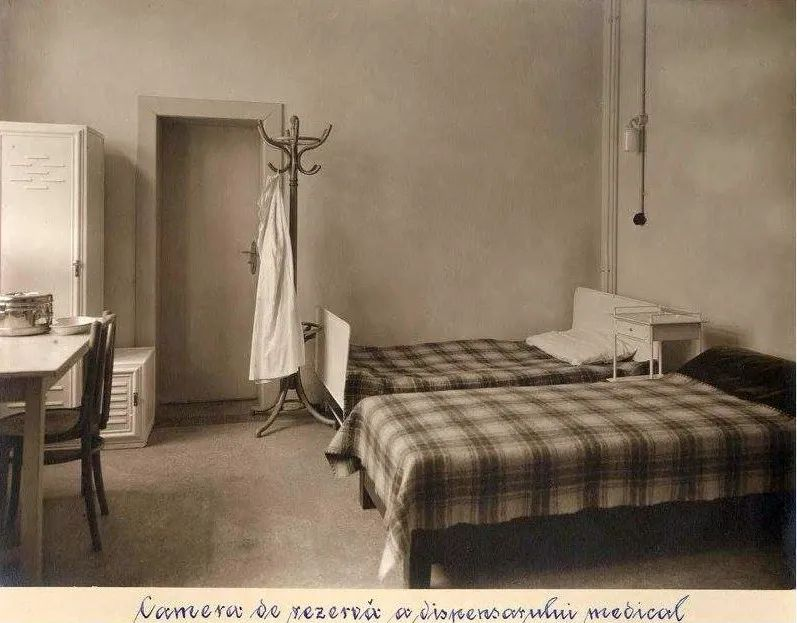
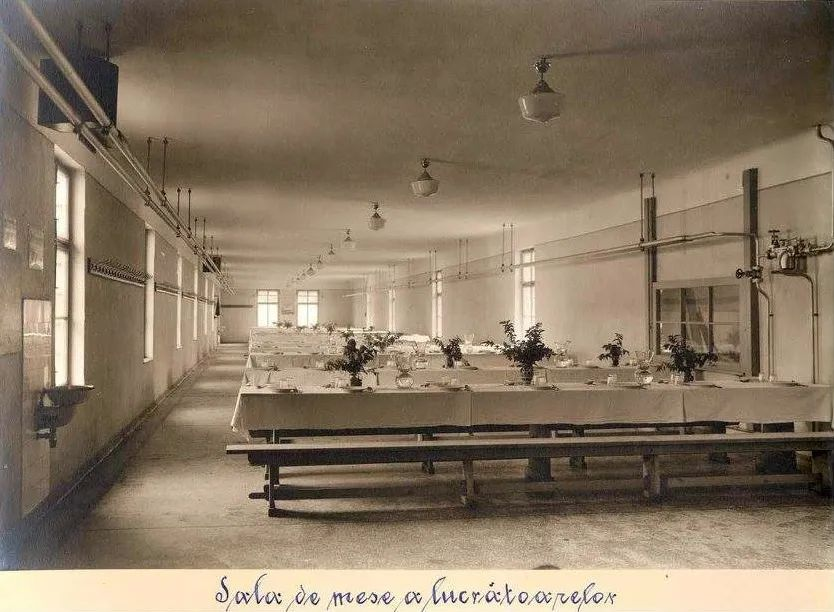
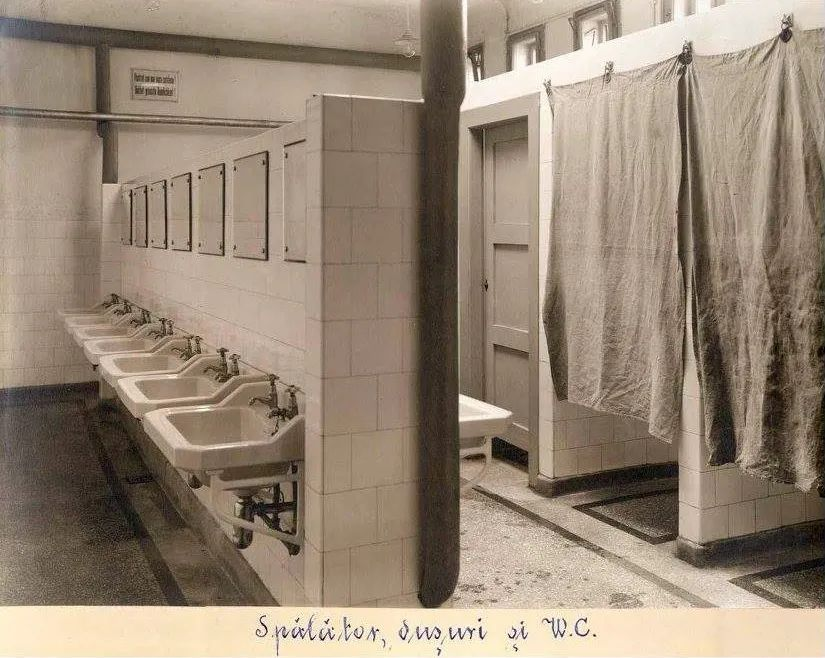
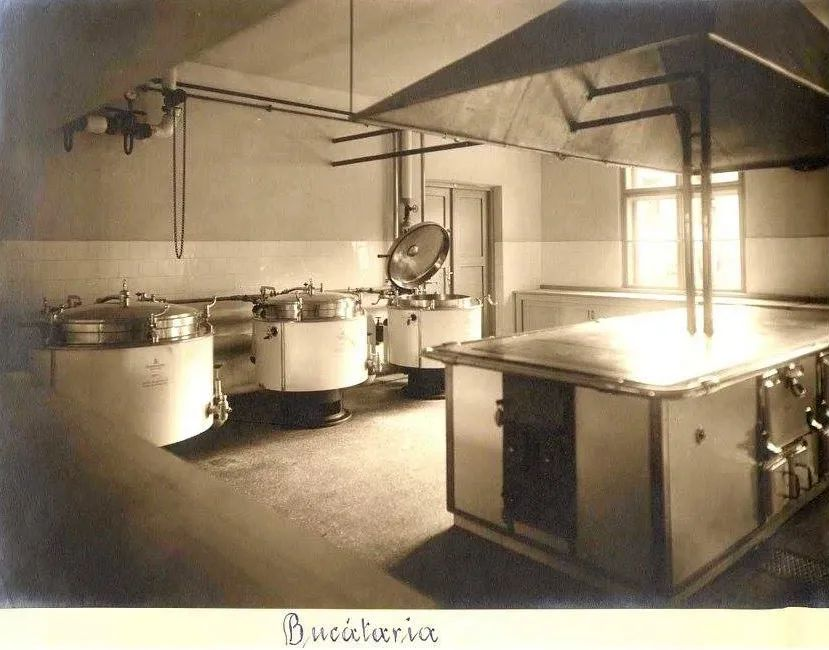

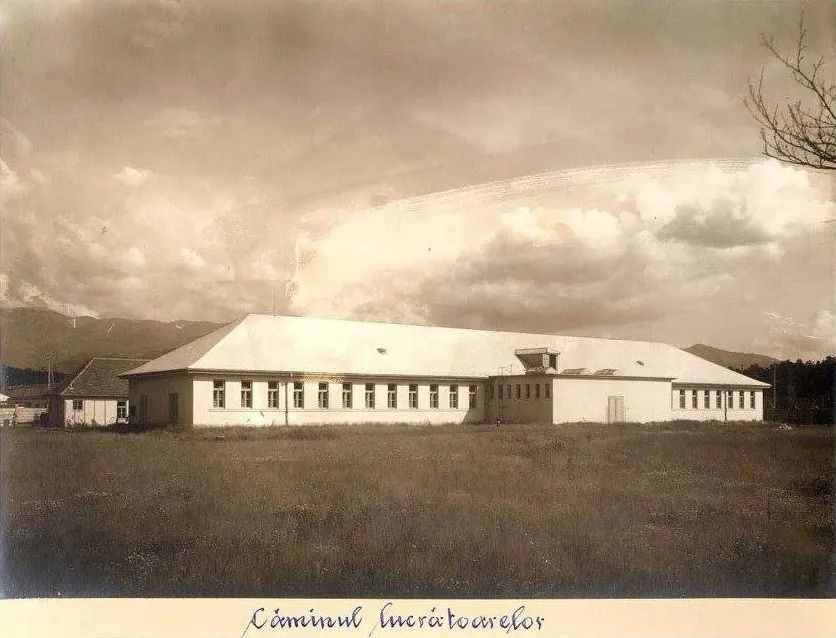
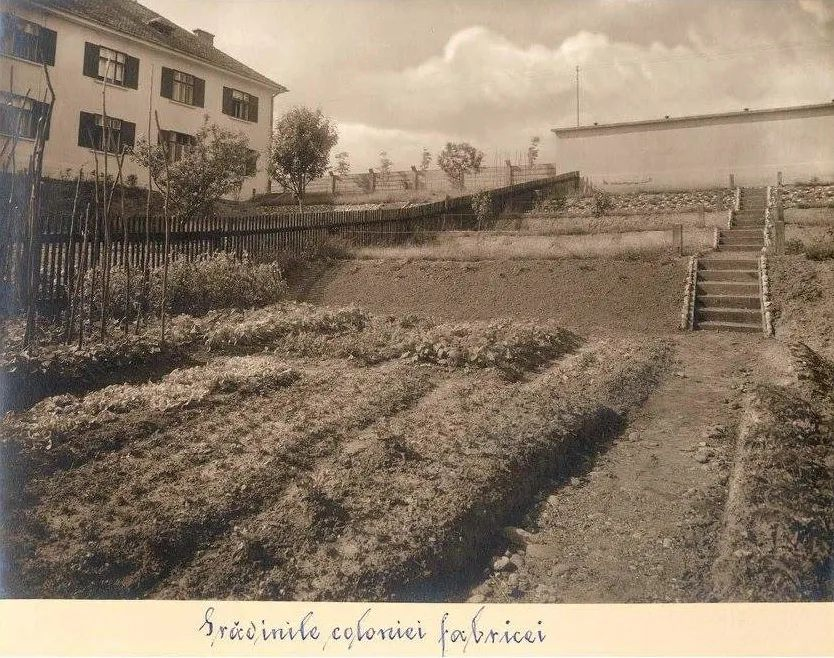
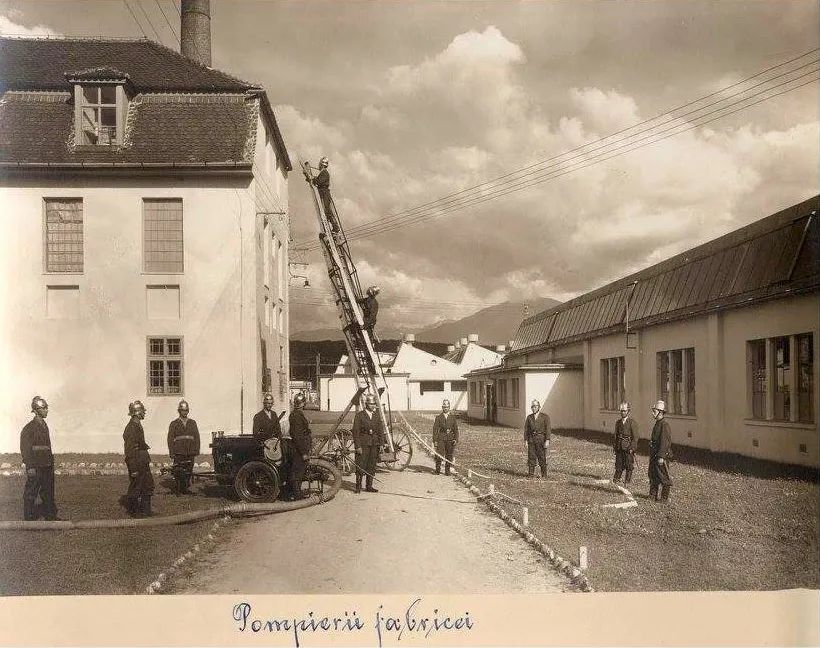
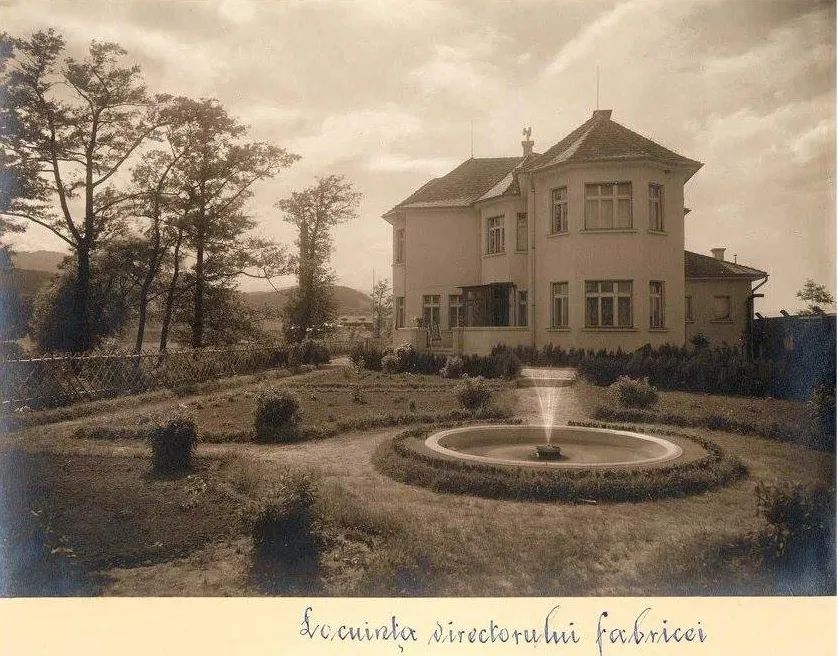
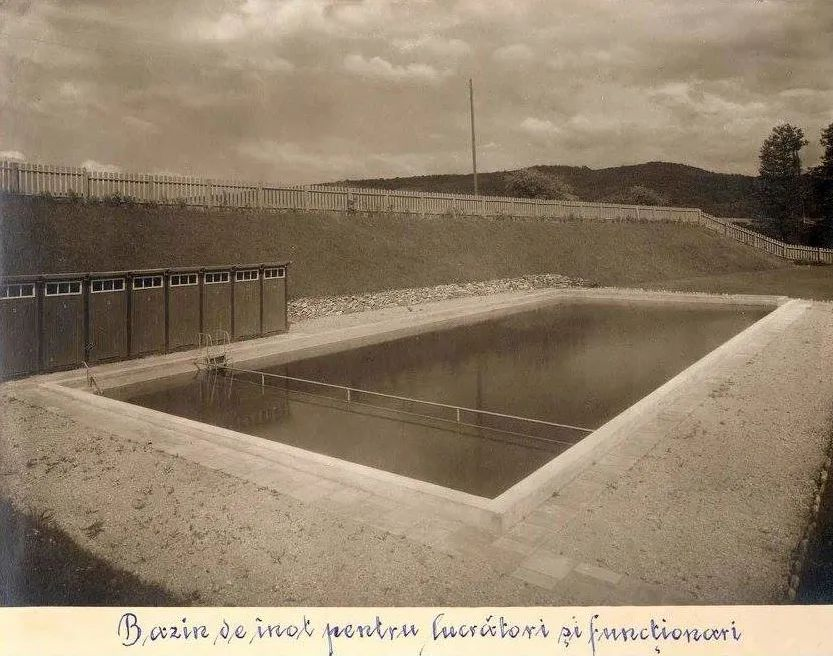

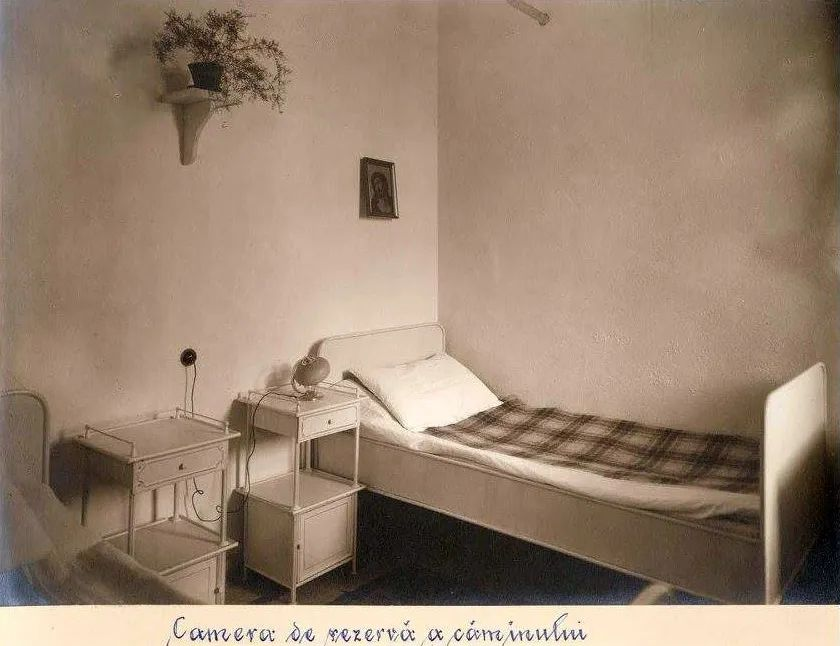
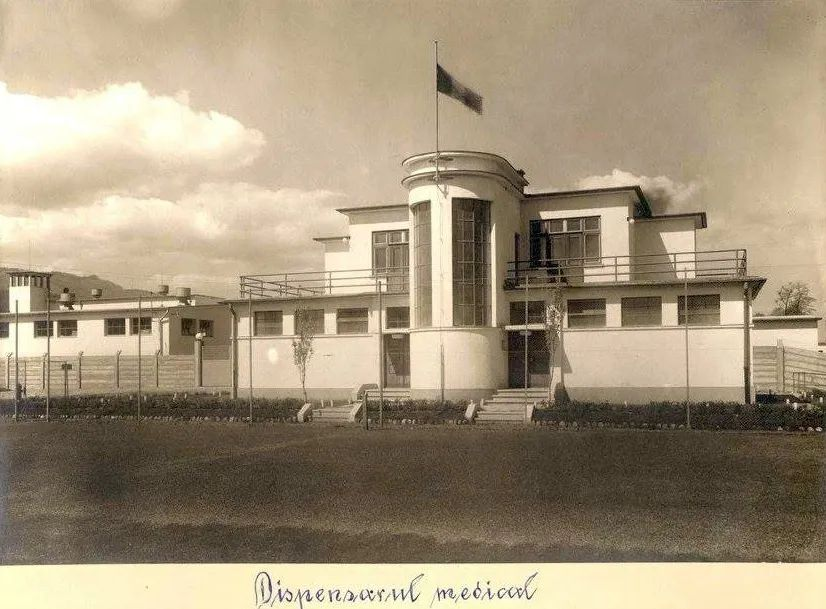
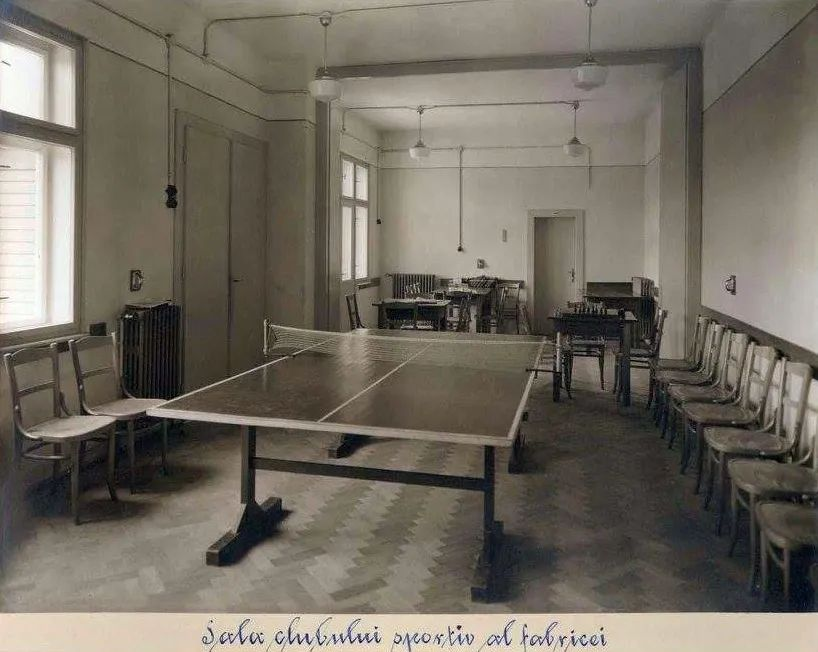
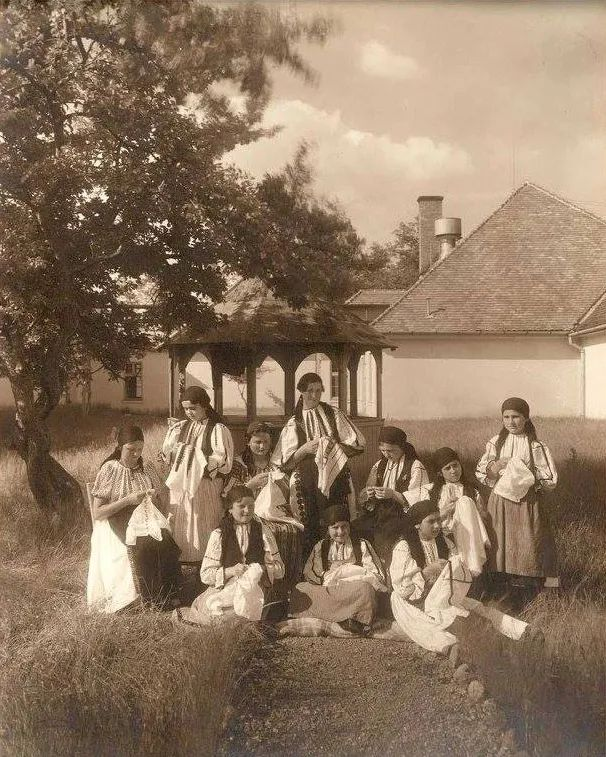
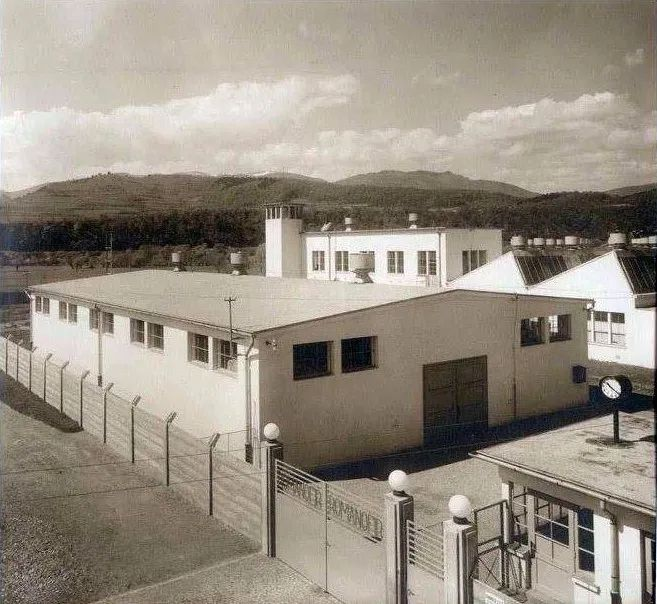

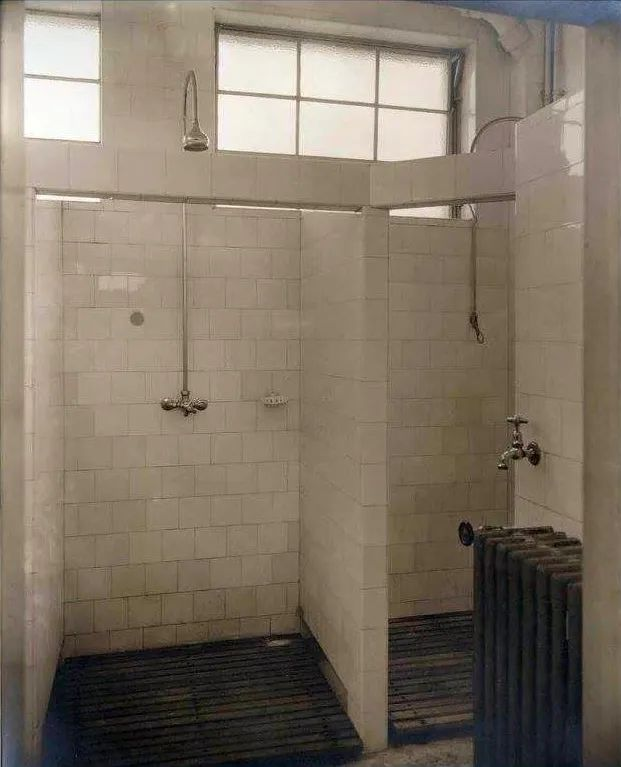
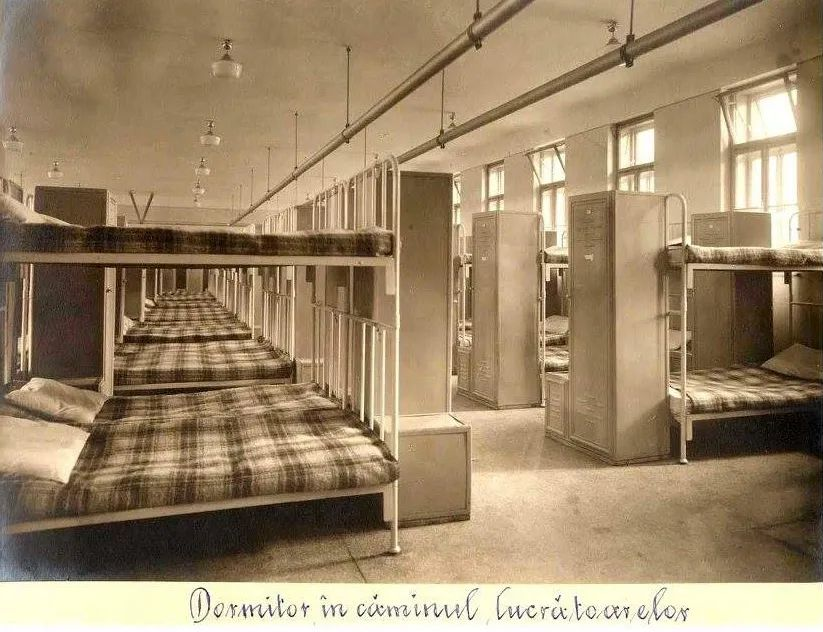
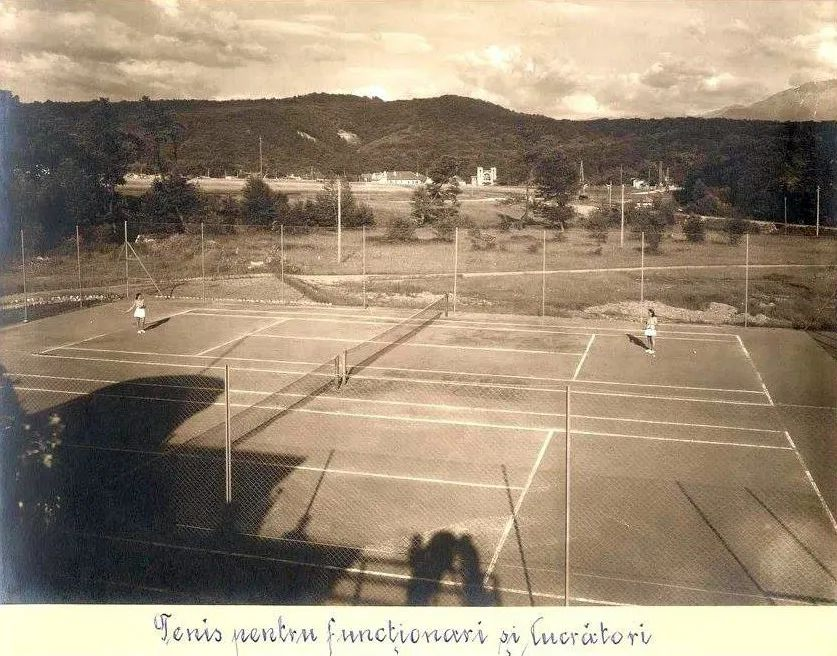
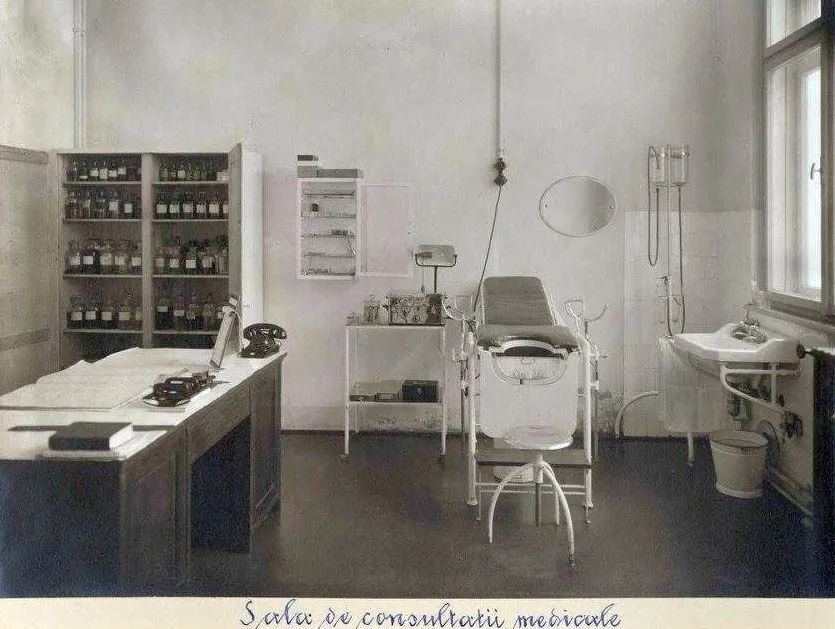
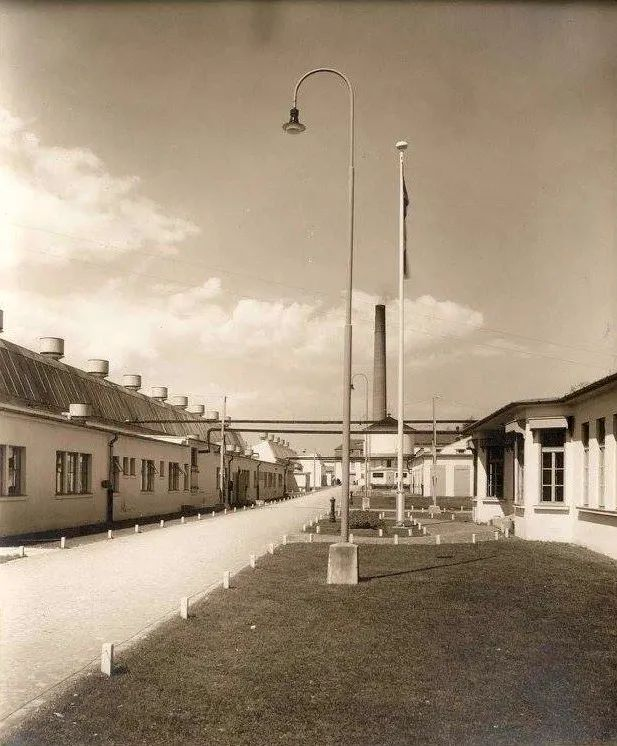

### 1948 -- Naționalizată de comuniști cu numele de „Firul Roșu” Tălmaciu

Logo „Firul Roșu” Tălmaciu

În 1948 societatea a fost naționalizată de regimul comunist din România și transformată în Întreprinderea Industrială de Stat „Firul Roșu” Tălmaciu. Până în anul 1989, au existat două momente importante, anii 1959 și 1977, când s-au făcut investiții importante și retehnologizare.
Prin Decretul nr. 92 din 8 martie 1982, s-a înființat Centrala industriei bumbacului Arad, cu sediul în municipiul Arad, care s-a organizat pe structura Întreprinderii textile "U.T.A." Arad. Tot prin acest act legislativ, Intreprinderea textilă "Firul roșu" din comuna Tălmaciu a fost afiliată acestei centrale.
În epoca comunistă capacitatea de producție a Filaturii Firul Roșu din Tălmaciu a înregistrat o mărire contiună. Ca urmare, autoritățile de atunci au luat măsuri pentru a atrage forța de muncă prin repartiție directă din școlile de profil, prin asigurarea condițiilor de locuit și printr-o salarizare corespunzătoare. Au fost aduși astfel, muncitori din toată România, mai ales fete tinere, care au rămas în localitate prin întemeierea de familii.

### 2000 -- Privatizată prin MEBO cu numele Românofir S. A.
în 1991 fabrica a fost reorganizată sub formă de societate comercială pe acțiuni cu capital integral de stat, purtând numele mai vechi de Românofir S.A. Ulterior a intrat într-un proces de privatizare prin care s-au transferat 30% din acțiuni fondului de investiții financiare FPP II Moldova, care a devenit mai târziu cunoscutul fond SIF Moldova. A urmat un proces de privatizare în masă, ca urmare a includerii terenului, pe care era amplasată societatea, în capitalul social. Ca urmare a regularizării dintre SIF Moldova și Fondul Proprietății de Stat, societatea a ajuns la o structură a acționariatului cu 14% capital privat și 86% capital de stat. În ziua de 12 iulie 2000, întregul pachet de acțiuni pe care-l deținea statul a fost cumpărat de PAS Românofir și astfel, compania a devenit privată în totalitatea sa. În data de 12 iulie 2003, acțiunile au fost date persoanelor fizice care au constituit PAS Românofir.
„... [după naționalizare, n. r.] I-au spus «Firul Roșu» și au făcut din ea o fabrică gigant, care alimenta cu ață marea industrie textilă națională. Fabrica a avut la un moment dat chiar și 2.800 de angajați. Când a venit revoluția, în 1989, ne-a prins cu stocuri uriașe. Piața căzuse brusc, iar ața trebuia vândută. A fost foarte greu, am avut o cădere teribilă atunci. Dar, încet-încet, fabrica s-a redresat. S-a privatizat prin MEBO și tranzacționare la bursă. Prin bursă au cumpărat acțiuni și niște șmecheri care vizau infrastructura de aici, dar viața a mers în favoarea noastră, iar fabrica trăiește...”
----- Lotrean Constantin-Mihai în Ruxandra Hurezean pe www.revistasinteza.ro: Povestea fabuloasă a unui fir de ață Arhivat în 30 noiembrie 2024, la Wayback Machine. - articol din 18 noiembrie 2016, accesat 11 mai 2022

#### Dispute juridice notabile
- Românofir S. A. a făcut în perioada 2000 - 2005, obiectul unei executări silite ca urmare a unui proces deschis la Judecătoria Avrig, de care aparținea teritorial societatea. Litigiul l-a reprezentat modul de achiziționare a unei linii tehnologice de ultimă generație care s-a făcut prin intermediul unor firme interpuse aflate în conflict de interese - SC Comeso SA din Sibiu și SC Com Autosib. În anul 2000, compania din Tălmaciu s-a privatizat. Atunci, SC Comeso SA din Sibiu s-a angajat să aducă  niște utilaje, investiție ce se ridica la suma de 1,1 milioane de dolari. După câteva luni SC Comeso a adus utilajele, numai că acestea erau vechi și aproape inutilizabile. Din declarațiile juristului Românofir S.A., Mihai Stanovici, "Mașinile respective au fost evaluate de o firmă acreditată din București. Nu valorau mai mult de 60.000 de dolari, motiv pentru care am refuzat să le plătim". Pentru că fabrica de ață nu a vrut să dea banii, ea a fost dată în judecată, nu de societatea Comeso cu care a făcut contractul, ci de SC Com Autosib.[2]

SC Comeso și SC Com Autosib aveau aceeași acționari majoritari, însă SC Comeso a fost vândută unor acționari irakieni. De aceea, firma care a dat în judecată Românofirul nu avea cum să dovedească faptul că fabrica îi datora bani. Cu toate acestea Sc. Com Autosib a câștigat procesul la Tribunalul din Sibiu și astfel, Românofir S.A. a intrat în proces de executare silită. Executorul Felician Tatu numit de Delegația Camerei Executorilor Judecătorești de pe lângă Curtea de Apel Alba Iulia pentru soluționarea procesului, a fost contestat de fabrica de ață pentru că Judecătoria din Avrig trebuia să numească un executor și nu unul din Sibiu. Tatu a declarat că Românofir avea relații la Avrig și de aceea au contestat decizia celor de la Alba.
Cheltuielile de executare au fost stabilite la 800 de milioane de lei, 400 de milioane reprezentau comisionul lui Felician Tatu și restul avocatului de la SC Com Autosib. Însă instanța de judecată a decis că suma este exorbitantă și Judecătoria de la Avrig a dispus înjumătățirea ei, pe motiv că suma era nejustificat de mare. Românofir a trebuit să plătească cele 800 de milioane de lei din cauză că era în imposibilitatea desfășurării activității, ea având conturile blocate și marfă aflată sub sechestru și ca atare, nu putea desfășura nicio tranzacție financiară. Cheltuielile de judecată au fost cele mai mari care s-au înregistrat vreodată pe raza județului Sibiu timp de cincisprezece ani.

### 2017 -- Listarea pe piața bursieră din România
Conform MEMORANDUMULUI întocmit pentru admiterea acțiunilor emise de ROMANOFIR S.A. pe AeRO – piața de acțiuni a Bursei de Valori București  (Document de Prezentare a Societatii) 21.06.2017, persoanele declarate responsabile pentru efectuarea diligențelor necesare listării la bursă au fost d-ul Lotrean Constantin-Mihai pe post de Director General al societății și Lucian Ovidiu Isac, Directorul General al SSIF EstInvest S. A. Focșani. D-ul Lotrean a fost desemnat ca persoană de legătură cu BVB.
Societatea nu avea litigii importante si nici obligatii semnificative, altele decat cele comerciale. Acțiunile Românofir S. A. se tranzacționau deja pe piața Rasdaq din 16.12.1996 și până în 15.07.2015. După această ultimă dată, ea a fost prezentă pe sistemul  alternativ  de  tranzacționare al SIBEX din 05.08.2015  până în 20,06,2017, sub simbolul “ROOF”.
Acționariatul la momentul listării era compus din LANCO Srl din Tălmaciu cu 21,6484%, Lotrean Constantin-Mihai cu 15,1041%, societatea ELECTROARGEȘ S.A. din Curtea de Argeș cu 14,9644%, Hânzu Iilie, administrator, cu 13,3687% și alți acționari cu 34,9144%.
Valoarea capitalizarii societății la ultimul pret de piață dinaintea datei acestui Memorandum era de 9 lei/acțiune în data de 03.11.2016, respectiv un total de 4.591.719 lei. 
Societate  era  condusă  de către un Consiliu  de  Administrație compus din cinci membri aleși la 10.05.2014 pentru  un  mandat de 4 ani. El era format din Ilie Hânzu – Președinte  C.A., Constantin Lotrean-Mihai – membru, Nicolae Marcel Țăranu – membru, Nicolae Calina – membru și Abé Nicolas – membru. Conducerea executivă efectivă a companiei era asigurată de Constantin Mihai Lotrean – Director General și de Ion Enache – Director Tehnic. Domnul Lotrean a fost angajatul societății Firul Roșu/Românofir din 1982 până în iunie 2021, cu o singură excepție în perioada 1991-1995 când a lucrat la Direcția Generală a Finanțelor Publice Sibiu ca șef de percepție. A fost administrator și director executiv în perioada 1995-2004 și director general din 2004-2021, până în 1991 a îndeplinit alte funcții în cadrul companiei. Ion Enache a fost director tehnic în perioada 1997-2017, angajat fiind în alte funcții din 1991.
Compania avea un număr de 102 salariați și un grad de sindicalizare de 78%. Principalii competitori din România pe producția de ață și fire erau COATS România, fostul proprietar al fabricii din Tălmaciu Românofir SAR, care a reintrat pe piața românească în anul 1995 și care deține azi o fabrică de ață de cusut industrială și fermoare la Odorheiu Secuiesc, în care a investit peste 15 milioane de euro, și FAVIL din Râmnicu Vâlcea.
În ziua de 9 iunie 2021, Consiliul de Administrație al Românofir S. A. l-a suspendat din funcție pe Lotrean Constantin-Mihai și a înființat o comisie de investigații care să cerceteze activitatea administrativă a acestuia. Ca președinte al comisiei a fost numit Abé Nicolas, CEO LANCO Group și administrator la acea dată al societății.

### 2021 -- Preluată deLANCO Groupcu numele Românofir S. A.
Conform informațiilor oferite de către depozitarul central al Bursei de Valori București (BVB), societatea Românofir S. A. avea la 16 iunie 2022 un acționariat format din LANCO Srl din Tălmaciu cu 56.2848% din acțiuni, alți acționari 30,0925% și Hânzu Ilie cu 13,6227%, administrator al societății (1991 - 2021). Consiliul de Administrație este format din cinci administratori. Pachetul majoritar de acțiuni Românofir S. A. a fost preluat de compania LANCO Group, o corporație indiană, prin intermediul filialei din România, LANCO Srl, care activează pe platforma industrială din Tălmaciu de 17 ani.
Conform declarațiilor făcute de Lotrean Constantin-Mihai, apărute în presă în 2016, compania Românofir, Lotrean fiind director general din 2004, a închiriat de-a lungul timpului o serie de spații altor firme și societăți comerciale care și-au desfășurat activitatea în producția de corturi, lămpi, una de tăiat sub jet de apă, un depozit de lapte pentru brânză al unui producător din Roșia Sibiului și o fabrică de blugi. Încă din 2005, LANCO Srl din Tălmaciu a început producția de corturi în cadrul platformei Românofir S.A.
LANCO Group GMBH a luat ființă în 1953 la Hanovra, Germania, cu producția de corturi de camping și s-a extins în anii 1960, la producția de structuri de oțel și corturi gonflabile. În anii 1990 făcea deja sisteme de decontaminare și bărci de salvare, totul bazat pe propriile echipe cercetare. Astăzi, LANCO Group este recunoscut la nivel mondial ca unul dintre cei mai importanți producători de soluții complet integrate și rapid implementabile incluzând generatoare electrice, corturi de mari dimensiuni, dispozitive de filtrare a aerului, sisteme de ventilație și climatizare, rezervoare flexibile etc., toate produse în Uniunea Europeană și în uz în lumea întreagă la clienți din domeniul apărării, organizații și agenții civile, guvernamentale sau internaționale, precum și la clienți comerciali.
Așa cum reiese din declarațiile lui Nicolas Abé, fondator LANCO Srl din 6 mai 2005, asociat al LANCO GROUP GmbH și CEO LANCO Group, clienții companiei aparțin mediului guvernamental, militar, industrial și umanitar/comercial. LANCO Srl din Tălmaciu a realizat în anul 2020 o contribuție considerată de staff-ul companiei foarte importantă în contextul luptei împotriva COVID-19. Astfel:
„... Ne-a fost solicitat, ca pe baza experienței dezvoltate cu sistemele de protecție colectivă CBRN, care protejează persoanele din interior de agenți exteriori chimici, bacteriologici sau nucleari, să dezvoltăm un sistem de izolare a pacienților COVID. În vară am realizat prototipul, iar în toamna anului 2020 am livrat deja primul astfel de sistem: un cort dotat cu 4 camere de izolare, echipat cu unități de filtrare a aerului, de climatizare și de presiune pozitivă care să permită acordarea de îngrijiri medicale în siguranță și confort pentru personalul medical și pentru pacienți, deopotrivă... De asemenea, am primit solicitări de adaptare a sistemelor noastre de decontaminare pentru personalul medical. Pentru a evita infectarea la ieșirea din tură, atunci când se dezechipează, am eficientizat sistemul decon pentru a putea fi folosit rapid și cu economie de substanțe dezinfectante.”
----- Nicolas Abé, CEO LANCO Group
Începând din mai 2022, acționarii ROMÂNOFIR S.A. au ales trei noi membri ai boardului. Sorin Stoica, Președinte al Consiliului de Administrație, Florin Dan, expert în brokeraj, și Nicolas Abé, Director General, au fost aleși ca administratori ai ROMÂNOFIR S.A. cu mandate de 2 ani, conform deciziei acționarilor producătorului de ață pentru cusut și lucru de mână. Nicolas Abé este CEO al LANCO Group și în același timp, încă de la preluarea de pe BVB, directorul general al Românofir S. A. și unul din cei cinci administratori ai societății.

#### Zone de import/export LANCO Srl Tălmaciu
- Zone de import:

- Asia-Pacific, Europa Centrala si de Est, Europa de Vest, Asia Centrala, Orientul Mijlociu, Austria, Belgia, China, Republica Cehă, Danemarca, Franța, Germania, Ungaria, India, Italia, Olanda, Norvegia, Polonia, Coreea de Sud, Suedia, Turcia, Regatul Unit.

- Zone de export:

- Asia-Pacific, Europa Centrala si de Est, Europa de Vest, Orientul Mijlociu, Estonia, Franța, Germania, Grecia, Italia, Norvegia, Tailanda, Turcia, Ucraina.

## Date financiare Românofir S. A.
| Cont profit si pierdere (Lei) | 2021       | 2020      | 2019      | 2018      | 2017      | 2016      | 2015      | 2014      | 2013      | 2012      |
| ----------------------------- | ---------- | --------- | --------- | --------- | --------- | --------- | --------- | --------- | --------- | --------- |
| Cifra de afaceri              | 8.284.755  | 7.678.837 | 8.011.226 | 7.332.022 | 7.382.984 | 7.524.327 | 7.420.491 | 8.238.857 | 8.262.968 | 8.418.894 |
| Venituri                      | 10.437.575 | 8.521.583 | 8.413.586 | 7.319.695 | 7.423.250 | 7.292.140 | 7.736.470 | 8.751.402 | 8.965.748 | 8.885.843 |
| Cheltuieli                    | 8.171.251  | 7.287.106 | 7.797.995 | 7.179.366 | 7.146.413 | 6.948.846 | 7.161.683 | 8.277.026 | 8.305.464 | 8.497.403 |
| Profit/Pierdere Brut          | 2.266.324  | 1.234.477 | 615,59    | 140,33    | 276,84    | 343,29    | 574,79    | 474,38    | 660,28    | 388,44    |
| Profit/Pierdere Net           | 1.905.737  | 1.052.400 | 514,35    | 115,97    | 237,02    | 289,38    | 477,17    | 407,31    | 534,91    | 312,30    |
| Nr. mediu salariati           | 78         | 83        | 86        | 89        | 92        | 102       | 115       | 142       | 141       | 151.00    |

## Produse
Românofir este producătorul principal din România de ață de cusut și pentru lucrul de mână din bumbac. Societatea a fost în anul 2017, al doilea producător național de goblenuri. Această poziție a fost datorată situației de monopol în care se afla, Românofir era unicul furnizor din România de fire mouline (principala materie primă utilizată la producția de goblenuri) pentru toți ceilalți producători. Tot în 2017, fabrica din Tălmaciu avea o poziție comercială consolidată  pe  piețele externe din  Ungaria,  Bulgaria,  Cehia, Moldova. Ața de cusut produsă de Românofir, în 2022, era confecționată din bumbac 100%, din amestec cu poliester 67% + 33% bumbac. Societatea producea însă și ață din poliester 100%. Producția de la Tălmaciu din 2022 se caracterizează după cum urmează:
- Ață  de cusut din bumbac 100%:[48]

- Nm 40/3 (Ne 24/3) -- batir cilindric în lungime de 1500 m. Ața este din bumbac pieptănat, gazat, mercerizat, albit sau vopsit, pentru cusut piele subțire și de grosime medie.
- Nm 40/3×3 (Ne 24/3×3) -- batir tronconic în lungime de 500 m. Ață din bumbac cardat, gazat, mercerizat, albit sau vopsit, pentru cusut pantofi, genți, geamantane, plăpumi, prelate, corturi, hamuri, pentru festonat pături și covoare. Se poate folosi și pentru cusături ornamentale.
- Nm 40/5×3 (Ne 24/5×3) -- batir tronconic de 500 m. Ața este din bumbac pieptănat, gazat, mercerizat, albit sau vopsit, pentru cusut articole de piele groasă.
- Nm 85/3 (Ne 50/3) -- batir cilindric de lungime de 250 m și 1500m care conține ață din bumbac pieptănat, mercerizat, pieptănat, albit sau vopsit în scopuri industriale și casnice. Această ață este utilizată pentru cusutul materialelor ușoare spre mijlocii, pentru cusutul materialelor mai fine cum sunt cele din cânepă, in, bumbac, mătase sau lână, dar și pentru cusături drepte, decorative, zigzagate, surfilate sau pentru tivit.
- Nm 54/3 (Ne 32/3) -- batir cilindric de lungime de 250 m și 1500 m. Ața de pe aceste role este din bumbac cardat, gazat, mercerizat, albit sau vopsit, pentru uz casnic și industrial. Ea este utilizată la cusutul țesăturilor groase din bumbac, stofe fine, in și cânepă, țesături fine de lână și pentru cusături drepte, decorative, cusut cu încrețit, vătuire, cusut nasturi.

- Ață de cusut din amestec de 67% poliester și 33% bumbac:[48]

- Nm 20/4 (Ne 12/4) -- batir tronconic de 700 m sau pe bobină tronconică, este o ață pentru cusut saci, pentru cusutul cap la cap a țesăturii, pentru festonat pături și covoare.
- Nm 20/6 (Ne 12/6) -- bobină tronconică ce are o ață pentru cusut saci, pentru cusutul cap la cap a țesăturii, pentru festonat pături și covoare.

- Ață de cusut din poliester 100%:[48]

- Nm 65/2 (Ne 40/2) -- batir cilindric de 250 m cu o ață de uz casnic pentru cusut materiale ușoare și mijlocii, materiale fine din bumbac, in, cânepă, lână și mătase, cusut nasturi.

- ROMÂNOFIR SA produce ață pentru lucru de mână cu un conținut de bumbac 100%, într-o gamă variată de sortimente. Ața este mercerizată, albită sau vopsită. Aceasta este folosită pentru tricotat manual, croșetat, brodat manual și pentru țesături de artizanat. Societatea produce de asemenea, fire filate clasic (ring), din bumbac 100% și din amestec de bumbac cu poliester, livrate pe bobine tronconice cu depunere în cruce. Aceste produse sunt fire pentru țesături, fire pentru tricotaje și fire pentru lumânări. Pe platforma fabricii se mai produce ață de legat (sfoară), inclusiv pentru industria de prelucrare a cărnii. În plus de producția de bază, întreprinderea are și un atelier de producere a seturilor de Goblen.[48]

## Procese tehnologice
În vederea obținerii întregii game de sortimente, în cadrul societății, la nivelul anului 2022, sunt folosite două tipuri de procese tehnologice de filare clasică: cardat și pieptănat. Procesul de producție este format din următoarele faze de fabricație:
- Destrămarea și baterea bumbacului -- operație folosită pentru eliminarea impurităților și amestecarea masei fibroase se realizează în bataj;
- Cardarea masei fibroase -- procedeu care se realizează pe carde și constă în desfacerea ghemotoacelor până la fibra individuala, eliminarea restului de impurități și a fibrelor scurte și amestecarea masei fibroase, îndreptarea și orientarea fibrelor;
- Pieptănarea -- este operația prin care se elimină fibrele scurte, se separă astfel fibrele până la individualizarea și paralelizarea lor. Aceasta operație este una suplimentară și se foloisește pentru obținerea de fire fine, rezistente și de calitate superioară;
- Laminarea și dublarea benzilor -- procedeu care are ca scop subțierea și uniformizarea semifabricatului. În acest fel se repartizeză fibrele pe o lungime mai mare, cu scopul de a obține o bandă subțire din fibre paralelizate și îndreptate;
- Filarea preliminară -- se face în scopul subțierii benzii și a răsucirii ușoare a acesteia, în vederea obținerii unui semitort suficient de torsionat care să reziste manipulării la faza următoare;
- Filarea finală -- transformă semitortul obținut prin filarea preliminară, în fir simplu, prin laminare până la obținerea fineții dorite și torsionarea acestuia pentru a-i da rezistență mai mare;
- Dublarea -- este un procedeu prin care se pregătesc firele simple pentru procesul de răsucire și constă în dublarea a două sau mai multe fire;
- Răsucirea firelor dublate -- este o operațiune care se face în funcție de ce destinație finală o are produsul. Firele obținute de la prima răsucire pot fi reunite și răsucite din nou, obținându-se fire cablate. Scopul răsucirii este de a obține un fir mai rezistent, mai elastic, cu o uniformitate mai mare;
- Pârlirea sau gazarea -- este o operațiune prin care firele sunt trecute printr-o flacără, cu o anumită viteză, în funcție de finețea firului folosit. Are ca scop reducerea pilozității și creșterea luciului, prin îndepărtarea capetelor de fibre de la suprafața firului;
- Sculuirea -- este operația prin care firele cablate sau răsucite se depun pe sculuri 90 inci în vederea efectuării finisajului chimic;
- Mercerizarea -- este o operație prin care se obține o înnobilare a firului. În urma mercerizării crește luciul, rezistența și capacitatea tinctorială a firelor. Procedeul presupune tratarea firului cu soluție concentrată de hidroxid de sodiu (sodă caustică);
- Albirea firelor -- este obținută prin tratarea lor cu apă oxigenată, hipoclorit de sodiu și cu agenți de albire optică;
- Vopsirea firelor -- se realizează cu coloranți pentru fibre celulozice (reactivi și de cadă), cu rezistențe foarte bune ale vopsirilor;
- Centrifugarea și uscarea firelor -- se aplică pentru eliminarea excesului de umiditate;
- Bobinarea firelor finisate chimic -- asupra firelor ce se găsesc sub formă de sculuri, se realizează în vederea depunerii acestora pe formatele comerciale;
- Batirarea -- este o operație prin care se depune firul de pe bobine pe batire, cu diferite metraje, în funcție de specificațiile tehnice;
- Ghemuirea -- depunerea firului de pe bobine pe gheme. Depunerea se face în funcție de finețea firului, forma solicitată și greutatea ghemului;
- Sculuirea -- este o operație care are scopul de a produce sculuri cu lungimea de 54 inci, de diferite gramaje;
- Ambalarea formatelor comerciale -- se face în conformitate cu specificațiile fiecărui sortiment.[48]

## Știați că
- Liceul Teoretic din Tălmaciu s-a deschis în 1961 într-o clădire pusă la dispoziție de Intreprinderea Firul Roșu?[50]
- în Tălmaciu există cartierul Firu Roșu din zona Drumul Sadului? Acolo a fost ridicată în 1994 Biserica Sfintilor Mihail si Gavril.[22]